# باغنو
باغنو هي قرية في التقسيم الإداري في ياشفلي في مقاطعة مونكي في محافظة بودلاسكي في شمال شرق بولندا.  تقع على بعد حوالي 2 كيلومتر (1 ميل) جنوب ياشفلي، 11 كيلومتر (7 ميل) شمال شرق مونكي و 41 كيلومتر (25 ميل) شمال غرب العاصمة الإقليمية بياويستوك.